# Рудка (Ковельський район)
Ру́дка — село в Україні, у Старовижівській селищній громаді Ковельського району Волинської області. Населення становить 184 осіб.

## Географія
Село розташоване на правому березі річки Вижівки.

## Історія
У 1906 році село Седлищенської волості Ковельського повіту Волинської губернії. Відстань від повітового міста 34 верст, від волості 9. Дворів 26, мешканців 265.

## Населення
Згідно з переписом УРСР 1989 року чисельність наявного населення села становила 201 особа, з яких 91 чоловік та 110 жінок.
За переписом населення України 2001 року в селі мешкали 183 особи.

### Мова
Розподіл населення за рідною мовою за даними перепису 2001 року:
| Мова       | Відсоток |
| ---------- | -------- |
| українська | 99,46 %  |
| російська  | 0,54 %   |